# Walckenaeria subdirecta
Walckenaeria subdirecta là một loài nhện trong họ Linyphiidae. Loài này được tìm thấy ở Hoa Kỳ và Canada.